# Doły Opacie
Doły Opacie – część wsi Doły Biskupie w Polsce, położona w województwie świętokrzyskim, w powiecie ostrowieckim, w gminie Kunów.
W latach 1975–1998 Doły Opacie administracyjnie należały do województwa kieleckiego.
Przez wieś przechodzi  niebieski szlak turystyczny z Łysej Góry do Pętkowic.
W Dołach Opacich znajduje się, niekiedy umiejscawiany w leżących powyżej Dołach Biskupich, nieczynny od 1984, malowniczy kamieniołom ułożonych warstwowo po dużym kątem dolomitów dewońskich. Są to pozostałości po istniejącym tu od XVI wieku przemyśle kamieniarskim.

## Historia
Historia  wsi Doły sięga wieku XIV

W roku 1401 występują w dokumentach jako: 1401 „Doli”, 1407 „Doly”, 1485 „Doli”, 1506 „Dolij”, 1510 „dol alias Tworkow”, 1529 „Doly”, „Doli”, „Doly Tworkove”, 1530 „Dolj alias Tworkow”, 1532 „Dol alias Thworkoff”, 1553/1592 „Doli medietas”, 1564-5 „Doly Tworkonis”, 1569 „Doli albo Tworkow”, 1571 „Dolij seu Tworkow”, 1577 „Doly seu Tworkow”, 1578 „Dol seu tworkow”, 1586 „Doly”, 1629, 1662, 1672 „Doly seu Tworkow”, 1674 „Doły”, 1758 „Doly seu Tworkow”, 1787 „Doły Biskupie” i „Doły Opacie”, 1827 Doły i Doły Biskupie;

Rozdział dóbr nastąpił w wieku XVIII i odtąd Doły alias Tworkow funkcjonują w administracji jako Doły Biskupie - własność biskupów krakowskich i Doły Opacie - własność klasztoru świętokrzyskiego.
W wieku XIX miejscowości opisano jako Doły Biskupie - wieś, Doły Opacie, wieś rządowa, nad rzeką Świśliną, powiecie opatowskim, gminie i parafii Kunów. 

W roku  1827 Doły biskupie liczyły 20 domów. i 136 mieszkańców.

W roku 1882  34 domów, 258 mieszkańców i 241 mórg ziemi włościańskiej. 

W 1827 Doły Opacie liczyły 7 domów. i 43 mieszkańców,

W roku 1882  liczyły 16 domów, 114 mieszkańców i 121 mórg obszaru ziemi włościańskiej a 116 dworskiej.